# Milton Vieira (político)
Milton Vieira Pinto (Iepê, 16 de setembro de 1962), é um mecânico geral, pastor evangélico e político brasileiro, filiado ao Republicanos.
Foi deputado estadual por São Paulo por dois mandatos consecutivos, e nas eleições de 2018 se elegeu pela primeira vez como deputado federal. Em 2022 conseguiu a reeleição, com 98.557 votos.